# Michel de Bonneval
Pour les articles homonymes, voir de Bonneval.
Louis-Charles-Michel de Bonneval, né au Mans au XVIIIe siècle et mort à Paris le 26 mars 1766, est un librettiste français.

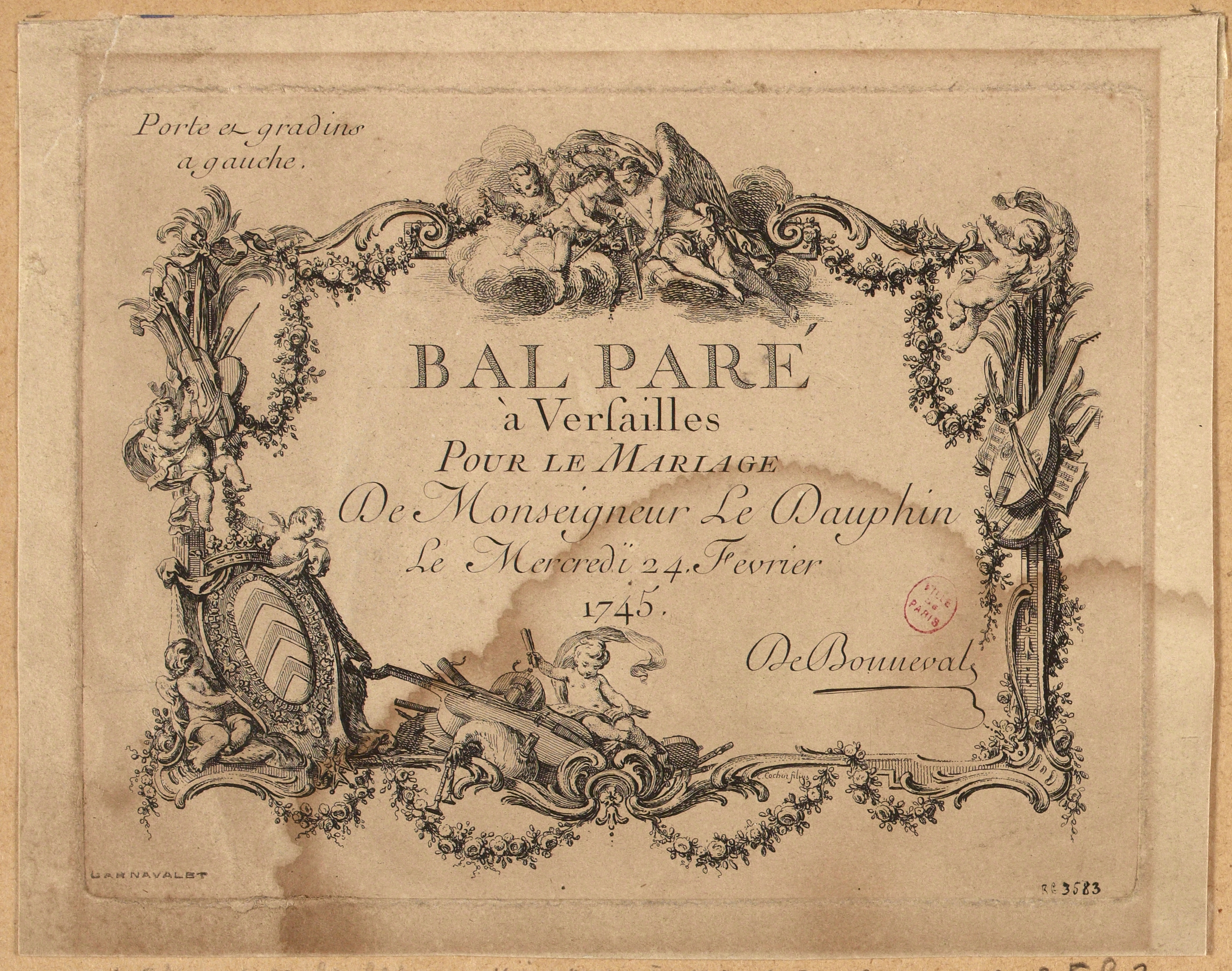
Invitation pour un bal paré à Versailles signé par Bonneval

Contrôleur général de l’argenterie et intendant des Menus-Plaisirs du roi, Bonneval réglait, à ce titre, la dépense des habits et des meubles, ordonnait les bals, les fêtes, les mascarades, les carrousels, etc. Il composait le plus grand nombre des opéras qu’on jouait devant la cour, sur le théâtre de Versailles.
On a de lui :
- Les Caractères de l’Amour, ballet, Paris, Ballard, 1736, in-4°,
- Les Romans, ballet héroïque, Paris, Ballard, 1736, in-4°
- Les Amours du printemps, ballet héroïque, Paris, Ballard, 1737 et 1739, in-4°,
- Jupiter vainqueur des Titans, tragédie lyrique ; Paris, Ballard, 1745, in-4°,
- Lindor et Isménie, ballet (c’est la quatrième entrée du ballet des Romans), Paris, Delormel, 1766, in-4°.
- Les Fêtes lyriques, ballet, Paris, Delormel, 1766, in-4°.
- Le Langage de la nature, épître, Paris, 1760, in-4°.

Cette liste ne doit pas être complète, mais Michel de Bonneval n’a mis son nom à aucun de ses poèmes. 
Il était trésorier de la reine à sa mort que Bachaumont attribue à des chagrins domestiques.

## Source
- Barthélemy Hauréau, Histoire littéraire du Maine, t. 2, Paris, Dumoulin, 1851, p. 158-9.